# مترو چانگژو
مترو چانگژو (انگلیسی: Changzhou Metro) سیستم قطار شهری زیرزمینی در شهر چانگژو، جیانگسو، چین است.
این مترو که در سال ۲۰۱۹ تأسیس شده دارای ۲ خط، ۴۴ ایستگاه و ۵۴ کیلومتر طول است.

## نگارخانه

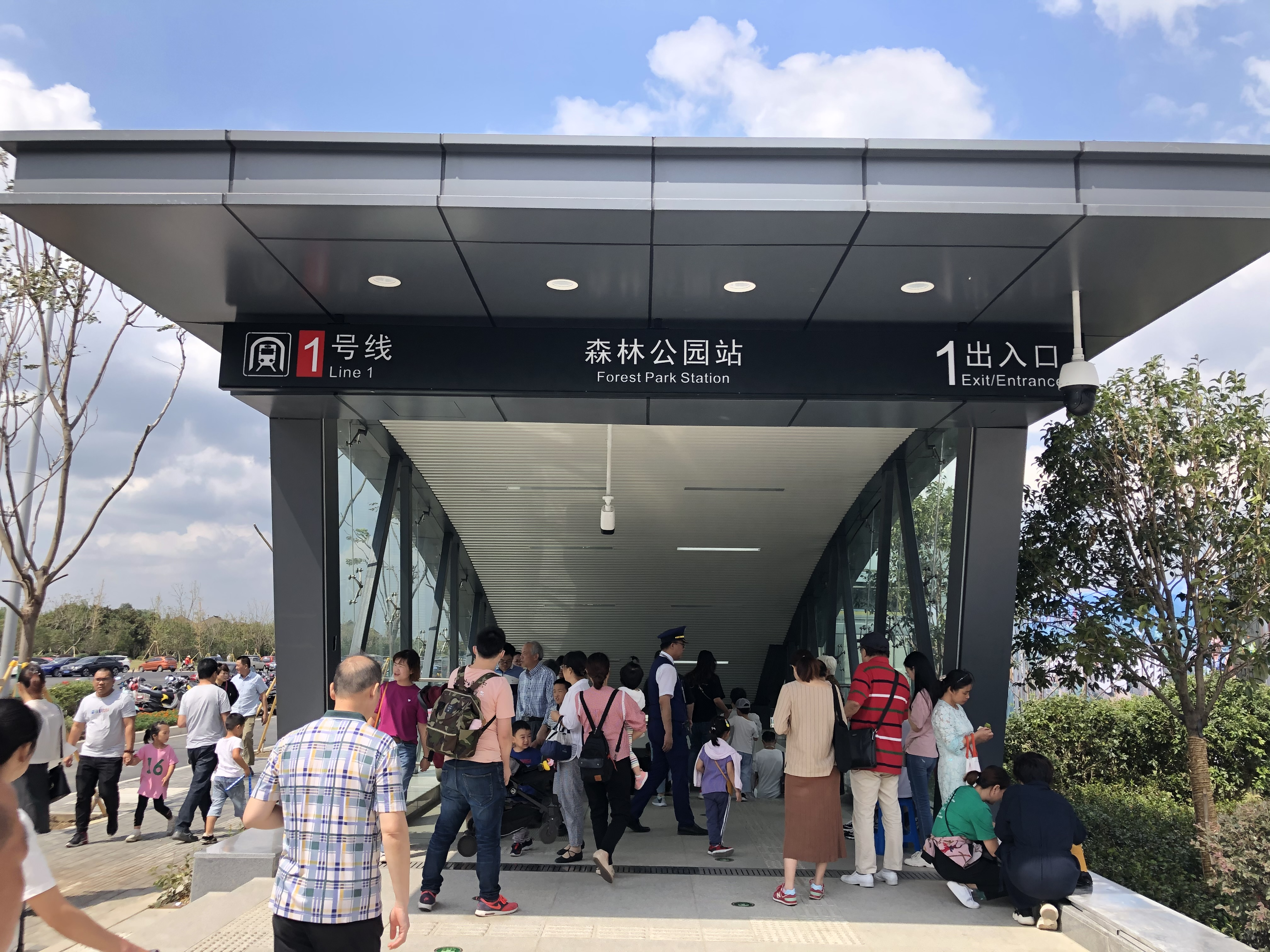
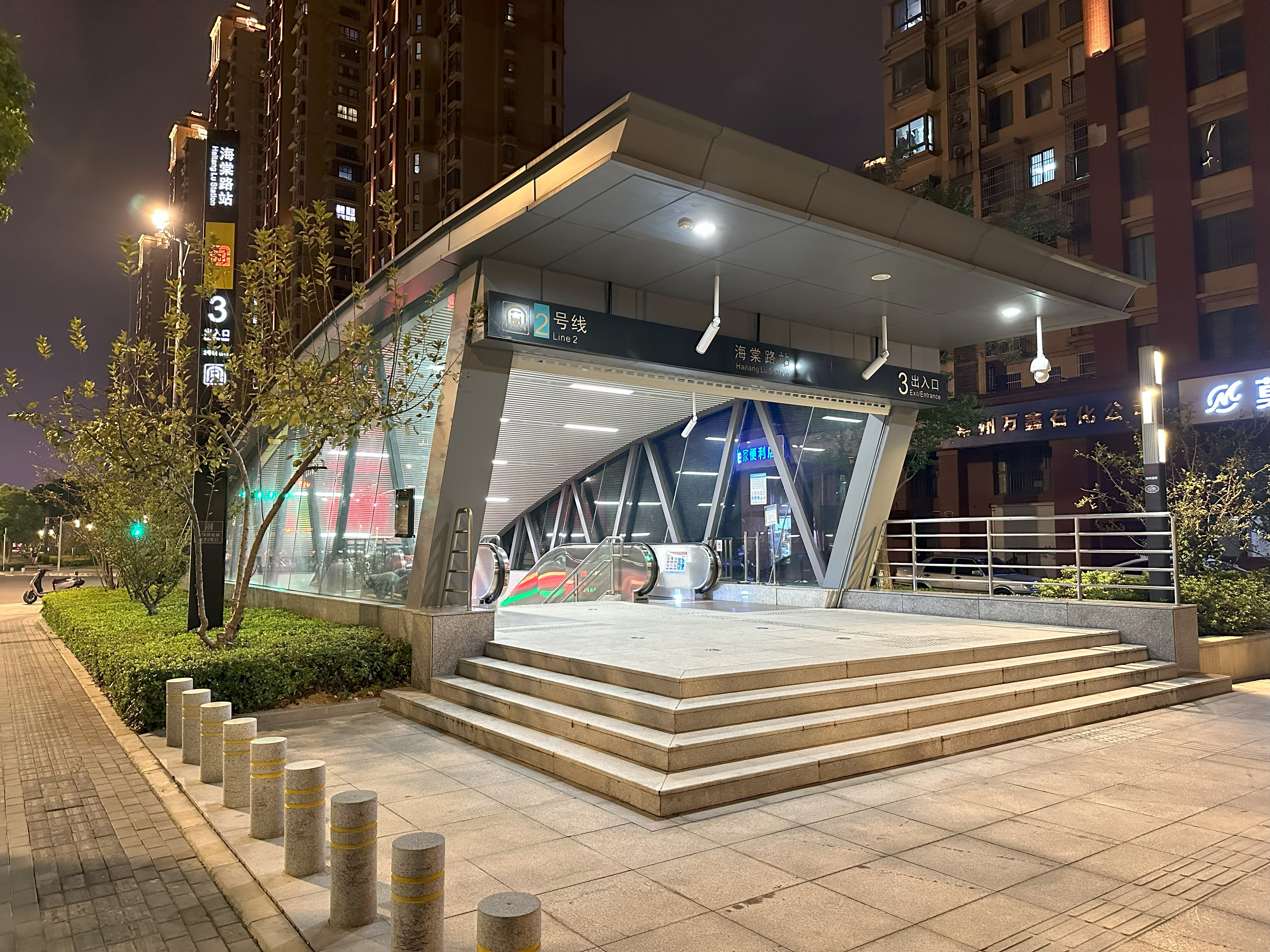
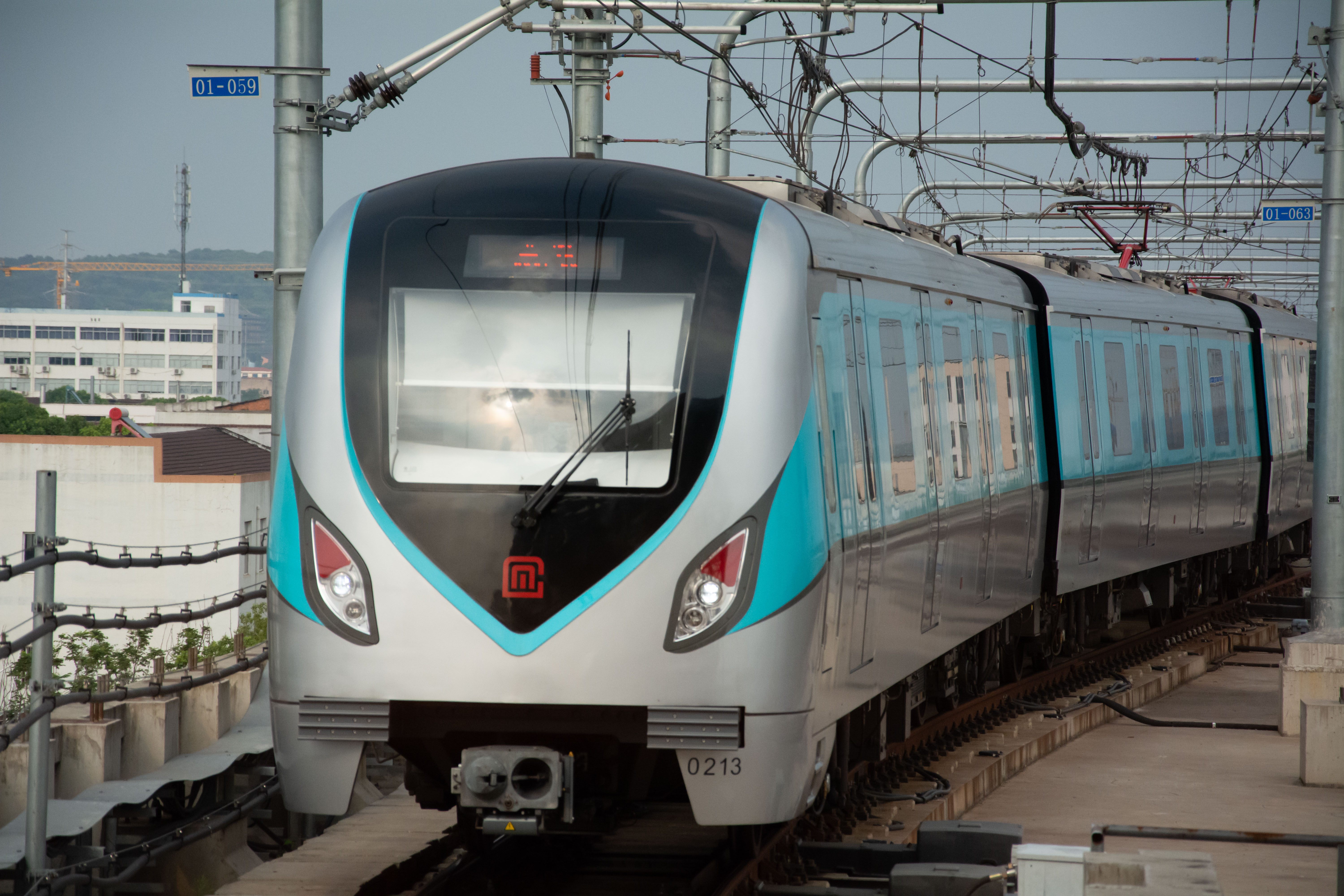
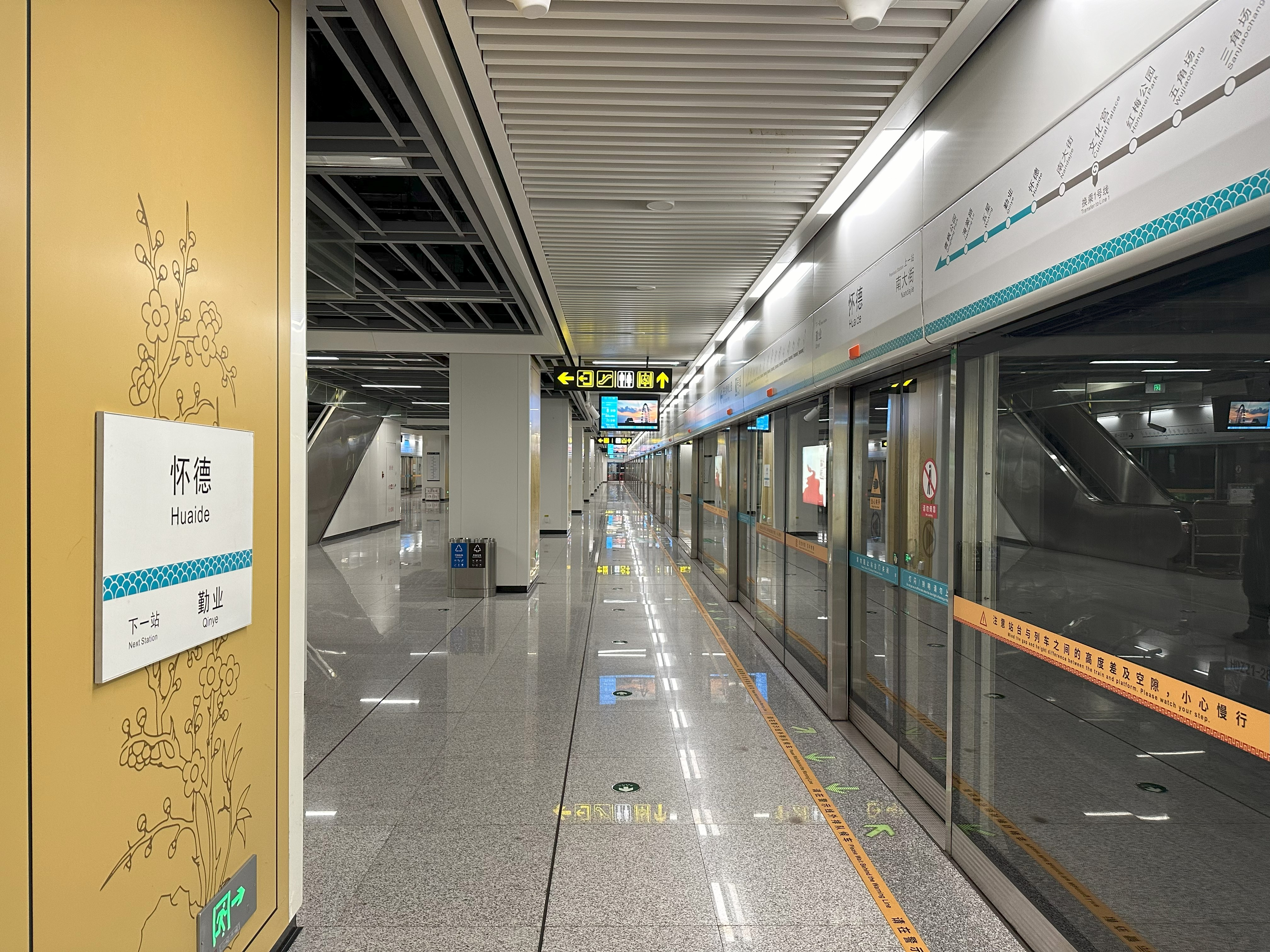
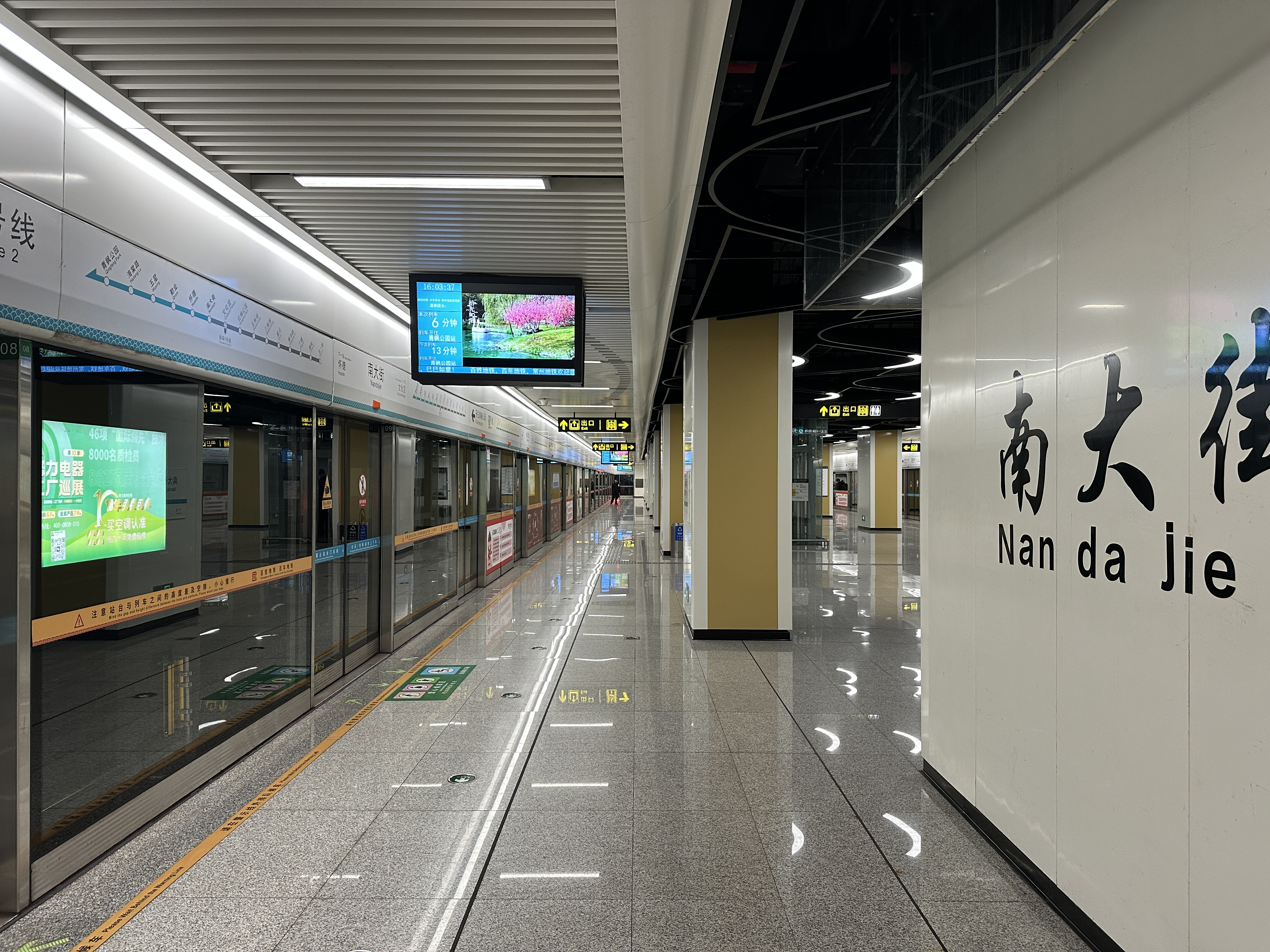
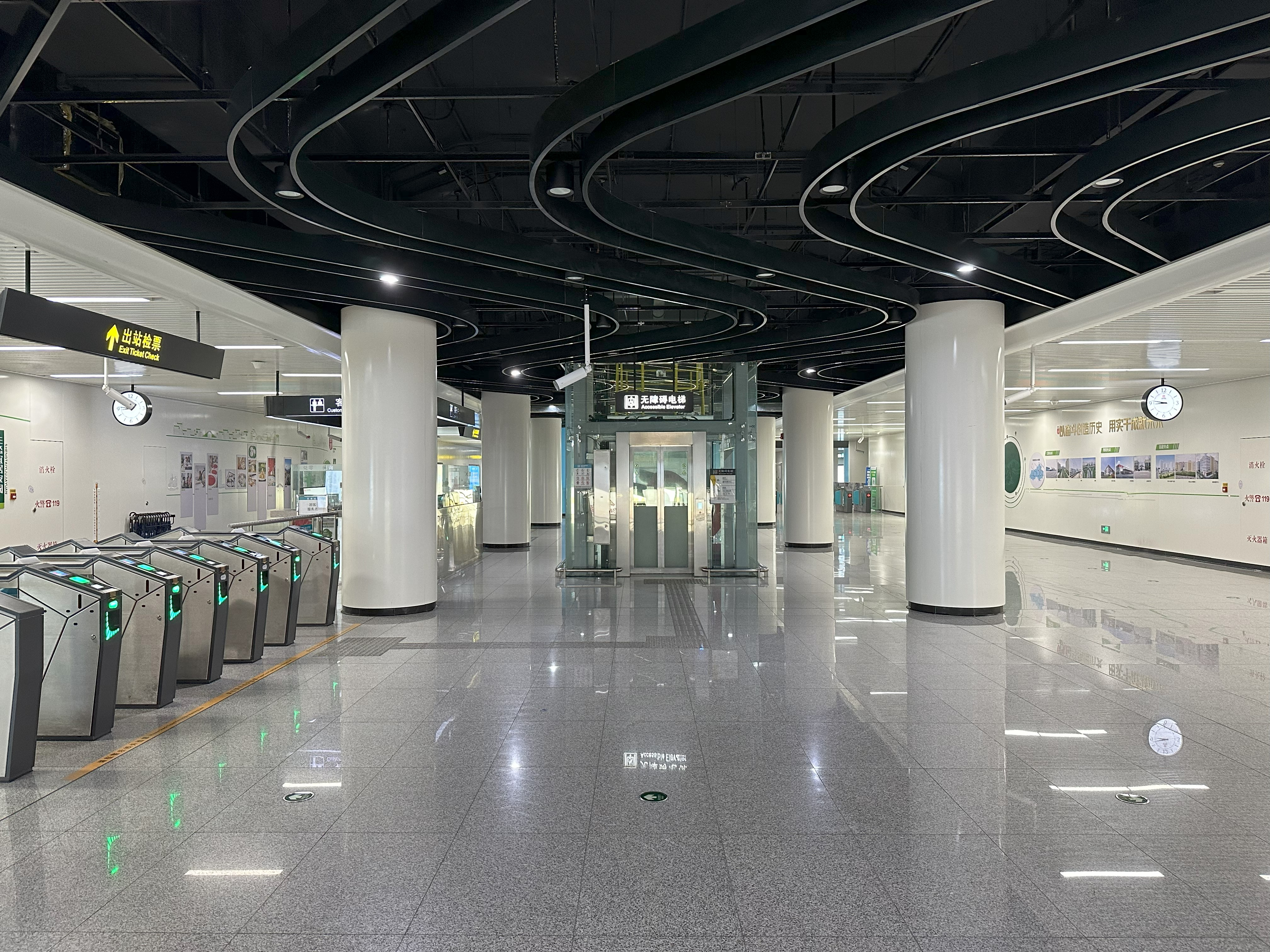
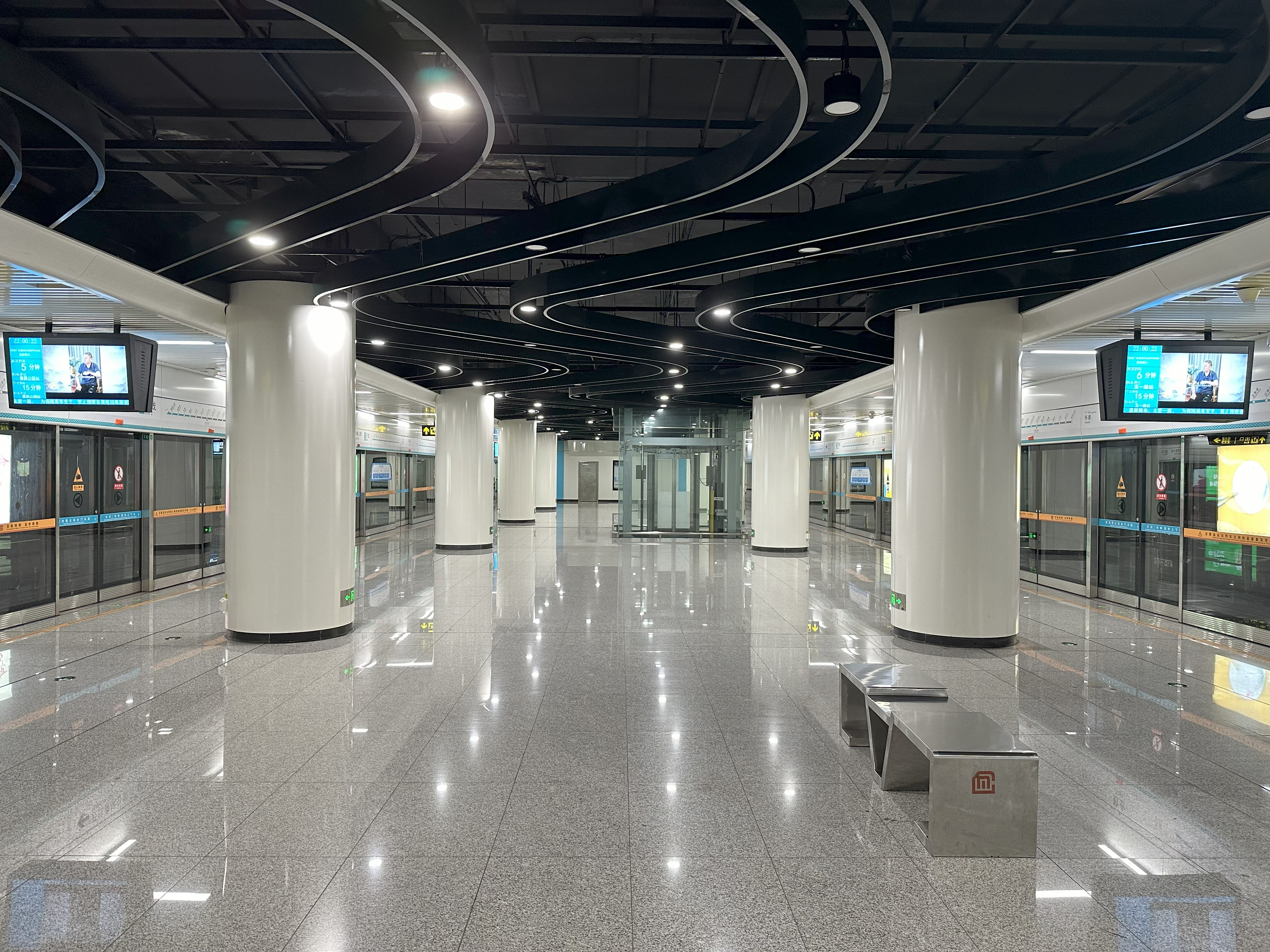